# 满都胡宝拉格镇
满都胡宝拉格镇，是中华人民共和国内蒙古自治区锡林郭勒盟东乌珠穆沁旗下辖的一个乡镇级行政单位。

## 行政区划
满都胡宝拉格镇下辖以下地区：
都勒其社区、巴彦布日都嘎查、满都胡宝拉格嘎查和陶森淖尔嘎查。